# Rava (manzana)
Rava es el nombre de una variedad cultivar de manzano (Malus domestica). Esta manzana está cultivada en diversos viveros entre ellos algunos dedicados a conservación de árboles frutales en peligro de desaparición. Esta manzana es originaria de las Islas Baleares, donde tuvo su mejor época de cultivo comercial anterior a la década de 1960, y actualmente en menor medida aún se encuentra.

## Sinónimos
- "Manzana Rava",[5][7][8]
- "Poma Rave".

## Historia
Las Islas Baleares presenta unas condiciones de clima y de suelos buenos para el cultivo del manzano. De hecho existe una considerable variedad de cultivos autóctonos de manzano, fruto de la sabiduría y el esfuerzo de los agricultores, que durante generaciones han realizado cruces y mejoras de las variedades. En estas últimas décadas ya sea por presiones urbanísticas o por abandono de los cultivos en los campos, debida a la competencia con otras variedades de manzanas selectas foráneas, se han ido perdiendo parte de la riqueza de variedades frutales de la herencia. Actualmente hay iniciativas para evitar la pérdida irremediable de esta riqueza cultural y agrícola con iniciativas de conservación como el proyecto "Reviure" en Mallorca (con plantación de 160 frutales de la herencia), [Autores: José Moscardó Sáez Antoni Martorell Nicolau Proyecto Reviure-caib.es.PDF] o el banco de germoplasma de frutales del Jardín Botánico de Sóller.
'Rava' está considerada incluida en las variedades locales autóctonas muy antiguas, cuyo cultivo se centraba en comarcas muy definidas. Se caracterizaban por su buena adaptación a sus ecosistemas y podrían tener interés genético en virtud de su adaptación. Se encontraban diseminadas por todas las regiones fruteras españolas, aunque eran especialmente frecuentes en la España húmeda. Estas se podían clasificar en dos subgrupos: de mesa y de sidra (aunque algunas tenían aptitud mixta).
'Rava' es una variedad clasificada como de mesa; difundido su cultivo en el pasado por los viveros comerciales y cuyo cultivo en la actualidad se ha reducido a huertos familiares y jardines privados.

## Características
El manzano de la variedad 'Rava' tiene un vigor Medio; florece a inicios de mayo; tubo del cáliz pequeño, cónico y alargado, y con los estambres insertos por la mitad.
La variedad de manzana 'Rava' tiene un fruto de tamaño grande o medio; forma cónica truncada en su cima, un poco por debajo de esta presenta un, más o menos, notable estrechamiento en forma de cuello, y hacia la parte inferior es voluminosa, con contorno asimétrico; piel fuerte, brillante; con color de fondo amarillo verdoso, siendo el color del sobre color rojo y cobre, importancia del sobre color alta, siendo su reparto en chapa / rayas, presenta chapa que recubre generalmente la totalidad de la superficie de un tono fresa entremezclado de cobre y rojo ciclamen y, sobre la misma, pinceladas de rojo vivo a granate, de variado tamaño y entrecortadas, acusa punteado vistoso, blanco, y una sensibilidad al "russeting" (pardea miento áspero superficial que presentan algunas variedades) débil; pedúnculo corto y de variado grosor, con engrosamiento en su extremo saliente, anchura de la cavidad peduncular es amplia, profundidad de la cavidad peduncular profunda, con el fondo limpio o con chapa ruginosa, borde ondulado irregularmente, y con importancia del "russeting" en cavidad peduncular media; anchura de la cavidad calicina variable en anchura, profundidad de la cav. calicina variable en  profundidad, con el borde ondulado con vistosos mamelones, y con la importancia del "russeting" en cavidad calicina débil; ojo cerrado o entreabierto y a veces aparece algún fruto que lo presenta totalmente abierto; sépalos con mucha variabilidad, los hay cortos de forma triangular y puntas agudas y erguidas, solapándose; otros, muy carnosos y protuberantes en su base, de posición totalmente convergente y únicamente vuelven las puntas hacia fuera; por último, los hay muy pequeños, separados en su base, erguidos y vueltos hacia fuera.
Carne de color crema verdoso; textura semi-dura, crujiente, jugosa; sabor característico de la variedad, suavemente dulce, percibiéndose una ligera acidez, poco aromático; corazón con ausencia de las líneas que lo enmarcan; eje hueco o cerrado; celdas muy redondeadas y agudas en la inserción. Semillas más bien pequeñas.
La manzana 'Rava' tiene una época de maduración y recolección tardía en otoño, se recolecta desde mediados de septiembre a mediados de octubre. Tiene uso como manzana de mesa fresca.